# 海棠叶蜂斗草
海棠叶蜂斗草（学名：Sonerila plagiocardia），为野牡丹科蜂斗草属下的一个植物种。